# تيم بولر
تيم بولر (بالإنجليزية: Tim Bowler)‏ هو كاتب للأطفال ومؤلف وكاتب بريطاني، ولد في 14 نوفمبر 1953 في لي أون سي ‏ في المملكة المتحدة.

## وصلات خارجية
- الموقع الرسمي